# Aston Cockayne
Aston Cockayne, född 1605 död 1684, var en välkänd kavaljer och mindre litterär figur. Aston är mest ihågkommen som vän till Philip Massinger, John Fletcher, Michael Drayton, Richard Brome, Thomas Randolph och andra författare i hans generation.
Han skrev A Masque at Bretbie, som spelades på Twelfth Night julshow 1639, och Small Poems of Divers Sorts, publicerad 1658. Han skrev även pjäserna: The Obstinate Lady 1958 och Trappolin Suppos'd a Prince, The Tragedy of Ovid 1662. Hans Small Poems samling från 1658 inkluderar verserna Humphrey Moseley.